# Oporinia ovulariata
Oporinia ovulariata är en fjärilsart som beskrevs av Culot 1919. Oporinia ovulariata ingår i släktet Oporinia och familjen mätare. Inga underarter finns listade i Catalogue of Life.